# Филиппова, Елена Ивановна
Еле́на Ива́новна Фили́ппова (род. 3 ноября 1960) — советский и российский этнолог и социальный антрополог. Доктор исторических наук (2010), главный научный сотрудник Института этнологии и антропологии РАН.

## Биография
В 1981 году окончила исторический факультет МГУ им. М. В. Ломоносова, кафедра этнографии; позже аспирантуру Института этнологии и антропологии РАН; кандидатская диссертация «Миграция русского населения из государств нового зарубежья в Псковскую область и особенности адаптации переселенцев» (1995).
С 1997 года сотрудник Центра по изучению конфликтов (сегодня — Центр этнополитических исследований) ИЭА РАН. В 2000—2007 годах — исполнительный директор Сети этнологического мониторинга и раннего предупреждения конфликтов EAWARN. Заместитель главного редактора журнала «Этнографическое обозрение». В 2010 году защищена докторская диссертация на тему «Территории коллективной идентичности в современном французском дискурсе» (научный консультант В. А. Тишков; официальные оппоненты В. С. Малахов, С. В. Соколовский, Ю. П. Шабаев).

## Научная деятельность
Сфера научных интересов — проблемы идентичности. Основной объект исследования — современная Франция, соотношение общенациональной и региональной идентичности, трансформации национального патриотизма, регионалистских и автономистских движений. В теоретическом плане изучает категориальный аппарат, описывающий культурные отличия (понятия «ethnie», нация, раса), в том числе на материалах сопоставления переписных анкет разных стран; концепты мультикультурализма и культурной свободы индивида; содержание концепта «региональной идентичности» в сравнении с «этнической идентичностью». Участвует в теоретической дискуссии по вопросу включения этнических категорий в арсенал национальной статистики Франции.

## Публикации
- Этнография переписи . М.: «Авиаиздат», 2003 (Отв. ред., совместно с Д. Арелем и К. Гуссеф).
- Найти себя. Конструирование идентичностей в постсоветской России // Этнопанорама. Ежеквартальный научно-публицистический журнал. 2004. № 3-4. .
- Ces lieux qui nous habitent. Identités des territoires, territoires des identités. Paris, Aube, 2008 (совместно с Ф. Герен-Пас).
- Этнические категории и статистика. Дебаты в России и во Франции (отв. ред.). М., 2008.
- Французские тетради. Диалоги и переводы. М., 2008.
- Социальная антропология во Франции. XXI век. М., 2009 (отв. ред., совместно с Б. Петриком).
- Территории идентичности в современной Франции. М., 2010.
- Французы, мусульмане: в чём проблема? // Этнографическое обозрение. 2005. № 3.
- Что такое Франция? Кто такие французы? // Национализм в мировой истории / Под ред. В. А. Тишкова и В. А. Шнирельмана. М.: Наука, 2006.
- Понятие "ethnie " во французской научной традиции и его политическое использование / Этнографическое обозрение. 2007. № 3.
- A la recherche de soi-même. Le choix identitaire dans la Russie post-soviétique // Identités et société de Plougastel à Okinawa. Sous la direction de R. Le Coadic. Presses universitaires de Rennes, 2007.
- Порок или добродетель? Метаморфозы понятия «патриотизм» во Франции // Вестник российской нации. 2008. № 2.
- La Corse: une voix à part dans le concert français? // L’ethnologie française. n°3. 2008.
- Les recensements comme instrument politique (un bref aperçu des exemples étrangers) // Le retour de la race. Rapport de la CARSED. Paris: Aube, 2009.
- De l’ethnographie à l’ethnologie : changer de nom ou de paradigme? L’école russe de l’ethnologie, 1989—2008 // L’Homme. 2010. n°194, avril-juin.
- Перезагрузка памяти // Этнографическое обозрение. 2010. № 4.